# Ialemos
Ialemos (gr. Ἰάλεμος) – bóstwo w mitologii greckiej, syn Apolla i muzy Kalliope oraz brat Hymenajosa. Tak jak Hymenajos uosabiał pieśń weselną, Ialemos był personifikacją pieśni żałobnej. Identyfikowano go z Linosem, który miał umrzeć w młodym wieku.